# Watertoren (Rotterdam Mallegat)
De watertoren in het Mallegatpark in de Nederlandse stad Rotterdam maakte deel uit van de gasfabriek Feijenoord en diende als schoorsteen, waarbij water werd gebruikt als koeling. Anderzijds werd het water door de schoorsteen verwarmd. De Nederlandse Watertoren Stichting heeft een verzoek ingediend deze combinatie-watertoren, de laatste in zijn soort in Nederland, als rijksmonument aan te wijzen. Dit verzoek is afgewezen. De toren is wel een gemeentelijk monument en is gerestaureerd.
Het park en de toren zijn genoemd naar het Mallegat, een water dat onder andere toegang gaf tot de Spoorweghaven. In de twintigste eeuw is het grotendeels gedempt en bleef enkel nog een verbreding aan de linkeroever van de Nieuwe Maas over. Die werd gebruikt om de kolenschepen voor de gasfabriek te lossen.

## Andere watertorens in Rotterdam
- Watertoren (Rotterdam De Esch)
- Watertoren (Rotterdam Delfshaven) (voormalig)
- Watertoren (Rotterdam Europoort)
- Watertoren (Rotterdam IJsselmonde) (voormalig)

## Andere combinatie-watertoren
- Schoorsteen met waterreservoir (Maastricht)

Alblasserdam ·
Alphen aan den Rijn
(Hoorn ·
Prins Hendrikstraat) ·
Barendrecht ·
Bergambacht ·
Bodegraven ·
Boskoop ·
Boven-Hardinxveld ·
Brielle ·
Delft
(Wateringsevest ·
Stromingslaboratorium ·
Getijmodellaboratorium) ·
Den Haag ·
Dirksland ·
Dordrecht
(Villa Augustus · DuPont) ·
Dubbeldam ·
Gorinchem ·
Gouda ·
's Gravendeel ·
Hazerswoude-Rijndijk ·
Heinenoord ·
Hellevoetsluis ·
Hillegom ·
Hendrik-Ido-Ambacht ·
Katwijk ·
Klaaswaal ·
Krimpen aan de Lek ·
Kwintsheul ·
Leerdam
(1900 ·
1912 ·
1929) ·
Leiden ·
Loosduinen ·
Maassluis ·
Meije ·
Monster ·
Moordrecht ·
Naaldwijk ·
Nieuw-Lekkerland ·
Noordwijk ·
Oud-Beijerland ·
Ouderkerk aan den IJssel ·
Poeldijk ·
Rijsoord ·
Rijswijk
(Jaagpad ·
Sammersweg) ·
Roelofarendsveen ·
Rotterdam
(De Esch ·
Delfshaven ·
IJsselmonde ·
Mallegat ·
Europoort) ·
Sassenheim ·
Schoonhoven ·
Sliedrecht ·
Slikkerveer ·
Strijen ·
Vlaardingen 
(1885 ·
1895 ·
Nieuwe) ·
Voorburg ·
Voorschoten ·
Wassenaar ·
Zoetermeer ·
Zuidzijde ·
Zwijndrecht